# Pocking (Basse-Bavière)
Pocking est une ville de Bavière (Allemagne), située dans l'arrondissement de Passau, dans le district de Basse-Bavière.

## Personnalités liées à la ville
- Mechtilde Lichnowsky (1879-1958), écrivain née au château de Schönburg.
- Michael Ammermüller (1986-), pilote automobile né à Pocking.

## Jumelage
- Metoula (Israël)